# Японська пролетарська партія
Японська пролетарська партія (яп. 日本無産党, Nihon Musantō)  — короткочасна японська політична партія лівого спрямування яка існувала в ранній «період Сьова» в Японській імперії.         
Японська політична партія «Японська пролетарська партія» була заснована японським політиком Сузукі Мосабуро та Katō Kanjū(1892–1978) у березні 1937 року, як політичне крило японського профспілкового руху. Katō Kanjū, який був головою партії її здобув місце на загальних виборах 1937 року, але «Японська пролетарська партія» не змогла заручитися значною народною підтримкою проти зростання сил мілітаризму в Японській імперії, та зростання інфляції в японській економіці.
У грудні 1937 року члени «Японської пролетарської партії» були заарештовані під час інциденту Народного фронту, а саму партію було розформовано.